# Rijbaan

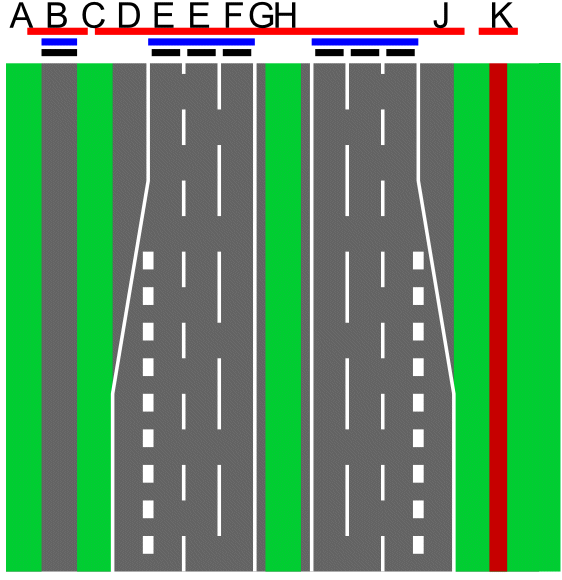
Standaardindeling van een snelweg met ventweg en fietspad. Zie gekleurde balken en letters bovenaan.
Weg (B, D t/m J, K)
Rijbaan, een fietspad geldt niet als rijbaan
Rijstrook
A zijberm
B ventweg
C zijberm
D vluchtstrook, uitrijstrook
E rijstrook
F spitsstrook
G redresseerstrook
H middenberm
J vluchtstrook, invoegstrook
K fietspad

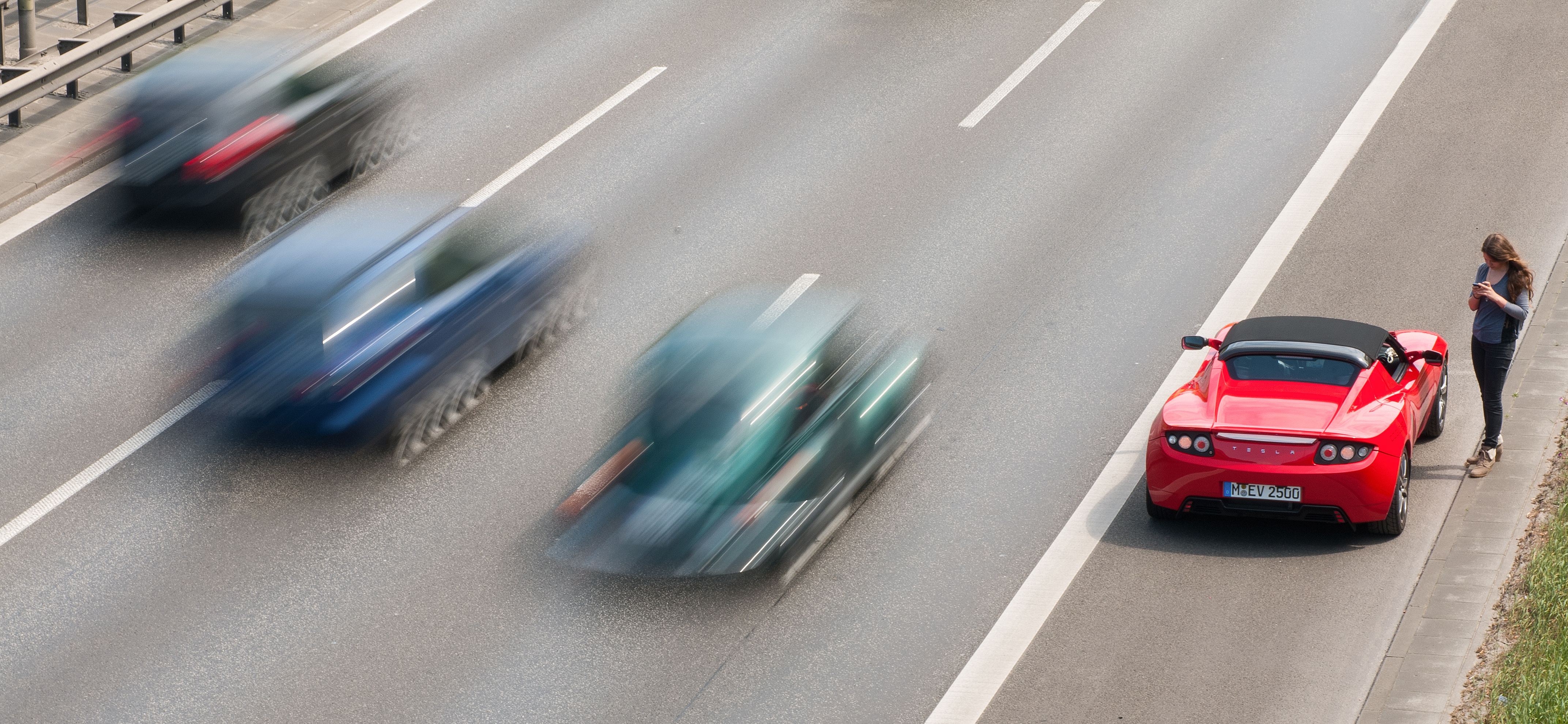
Rijbaan met drie rijstroken en een vluchtstrook

Een rijbaan is een aaneengesloten deel van een verharde weg dat bedoeld is voor rijdende voertuigen. Fietspaden en fiets/bromfietspaden worden niet als rijbanen gezien. Een rijbaan bestaat uit een of meer rijstroken. Ook een invoegstrook, uitvoegstrook en een afrit kunnen onderdeel van een rijbaan zijn.
Voertuigen kunnen zonder fysieke obstakels te overwinnen van strook wisselen.
Als een weg bestaat uit meerdere rijbanen zijn de rijbanen onderling gescheiden door een geleiderail, een middenberm of een centrale verhoging. Een reden om een weg in rijbanen te splitsen is het verkeer in tegenovergestelde richtingen te scheiden. Andere redenen voor rijbaanscheidingen zijn om doelgroepstroken te scheiden van het overige verkeer en om doorgaand verkeer te scheiden van lokaal verkeer.

## Woordgebruik
Een snelweg met twee rijbanen met elk twee rijstroken is een tweebaansweg of een vierstrooksweg. Als gesproken wordt over een vierstrooksweg worden daarbij alleen de rijstroken geteld, niet de vluchtstrook en invoegstroken en afritten. In het dagelijks spraakgebruik wordt een weg met vier rijstroken echter vaak een vierbaansweg genoemd.
De rijbaan wordt ook wel de weg genoemd, wat onjuist is omdat fiets- en voetpaden en de berm ook bij de weg horen.

## Voorbeelden
Volledig gescheiden rijbanen worden toegepast voor autosnelwegen, expreswegen (België) en bij voorkeur op regionale stroomwegen en gebiedsontsluitingswegen (Nederland). Een autosnelweg bestaat per definitie uit minimaal twee rijbanen met op elke rijbaan twee of meer rijstroken. 